# Botou (Hebei)
Botou (泊头S, BótóuP) è una città-contea della Cina, situata nella provincia di Hebei e amministrata dalla prefettura di Cangzhou.